# Episodi di Anfibia (seconda stagione)
La seconda stagione della serie animata Anfibia è stata trasmessa negli Stati Uniti dall'11 luglio 2020 su Disney Channel, in Italia è stata caricata interamente il 28 luglio 2021 su Disney+, mentre il terzo e il ventesimo sono arrivati il 15 settembre 2021.
| nº | Titolo originale                    | Titolo italiano                 | Prima TV USA      | Pubblicazione Italia |
| -- | ----------------------------------- | ------------------------------- | ----------------- | -------------------- |
| 1  | Handy Anne                          | Fai da te Anne                  | 11 luglio 2020    | 28 luglio 2021       |
| 1  | Fort on the Road                    | Un forte lungo la strada        | 11 luglio 2020    | 28 luglio 2021       |
| 2  | The Ballad of Hopediah Plantar      | La ballata di Hopediah Plantar  | 18 luglio 2020    | 28 luglio 2021       |
| 2  | Anne Hunter                         | Anne la cacciatrice             | 18 luglio 2020    | 28 luglio 2021       |
| 3  | Truck Stop Polly                    | Polly e la stazione di servizio | 25 luglio 2020    | 15 settembre 2021    |
| 3  | A Caravan Named Desire              | Una carovana chiamata desiderio | 25 luglio 2020    | 15 settembre 2021    |
| 4  | Quarrelers's Pass                   | Valico dei litiganti            | 1º agosto 2020    | 28 luglio 2021       |
| 4  | Toadcatcher                         | Accalappiarospi                 | 1º agosto 2020    | 28 luglio 2021       |
| 5  | Swamp and Sensibility               | Ranocchi e sentimento           | 8 agosto 2020     | 28 luglio 2021       |
| 5  | Wax Museum                          | Il museo delle cere             | 8 agosto 2020     | 28 luglio 2021       |
| 6  | Marcy at the Gates                  | Marcy alle porte                | 15 agosto 2020    | 28 luglio 2021       |
| 7  | Scavenger Hunt                      | Caccia al tesoro                | 22 agosto 2020    | 28 luglio 2021       |
| 7  | The Plantars Check In               | Il Check In dei Plantar         | 22 agosto 2020    | 28 luglio 2021       |
| 8  | Lost in Newtopia                    | Perdersi a Newtopia             | 29 agosto 2020    | 28 luglio 2021       |
| 8  | Sprig Gets Schooled                 | Una lezione per Sprig           | 29 agosto 2020    | 28 luglio 2021       |
| 9  | Little Frogtown                     | Il mistero della salsa          | 12 settembre 2020 | 28 luglio 2021       |
| 9  | Hopping Mall                        | Il centro commerciale           | 12 settembre 2020 | 28 luglio 2021       |
| 10 | The Sleepover to End All Sleepovers | Pigiama party                   | 19 settembre 2020 | 28 luglio 2021       |
| 10 | A Day at the Aquarium               | Giornata all'acquario           | 19 settembre 2020 | 28 luglio 2021       |
| 11 | Night Drivers                       | Guidatori notturni              | 6 marzo 2021      | 28 luglio 2021       |
| 11 | Return to Wartwood                  | Ritorno a Wartwood              | 6 marzo 2021      | 28 luglio 2021       |
| 12 | The Shut-In!                        | La chiusa!                      | 17 ottobre 2020   | 28 luglio 2021       |
| 13 | Ivy on the Run                      | Ivy in fuga                     | 13 marzo 2021     | 28 luglio 2021       |
| 13 | After the Rain                      | Dopo la pioggia                 | 13 marzo 2021     | 28 luglio 2021       |
| 14 | The First Temple                    | Il primo tempio                 | 20 marzo 2021     | 28 luglio 2021       |
| 15 | New Wartwood                        | Nuova Wartwood                  | 27 marzo 2021     | 28 luglio 2021       |
| 15 | Friend or Frobo?                    | Amico o Ranobot?                | 27 marzo 2021     | 28 luglio 2021       |
| 16 | Toad to Redemption                  | Rospovia per la redenzione      | 3 aprile 2021     | 28 luglio 2021       |
| 16 | Maddie and Marcy                    | Maddie e Marcy                  | 3 aprile 2021     | 28 luglio 2021       |
| 17 | The Second Temple                   | Il secondo tempio               | 10 aprile 2021    | 28 luglio 2021       |
| 17 | Barrel's Warhammer                  | Il Martello da guerra di Barrel | 10 aprile 2021    | 28 luglio 2021       |
| 18 | Bessie and MicroAngelo              | Bessie e MicroAngelo            | 17 aprile 2021    | 28 luglio 2021       |
| 18 | The Third Temple                    | Il terzo tempio                 | 17 aprile 2021    | 28 luglio 2021       |
| 19 | The Dinner                          | La cena                         | 24 aprile 2021    | 28 luglio 2021       |
| 19 | Battle of the Bands                 | La Battaglia delle band         | 24 aprile 2021    | 28 luglio 2021       |
| 20 | True Colors                         | La vera natura                  | 22 maggio 2021    | 15 settembre 2021    |

## Fai da te Anne
- Diretto da: Kyler Spears
- Scritto da: Adam Colás

### Trama
Anne e i Plantar si preparano per il viaggio verso Newtopia, la capitale di Anfibia, per ottenere risposte sul carillon magico e su come Anne possa tornare a casa. Hop Pop assume una rana di nome Chuck come guardiano della casa, ma Anne lo considera incompetente e compra una pozione che usa sulle piante per fortificare la casa, ma crea un mostro vegetale che distrugge l'abitazione che la ragazza riesce a sconfiggere. Hop Pop la rassicura e rivela che Chuck è un costruttore esperto, che ricostruisce rapidamente l'abitazione. Hop Pop afferma di aver lasciato il carillon a una sua conoscenza (anche se in realtà lo ha seppellito in giardino) e Anne e i Plantar iniziano il loro viaggio verso Newtopia.

## Un forte lungo la strada
- Diretto da: Joe Johnston
- Scritto da: Todd McClintock

### Trama
Durante il viaggio verso Newtopia, Sprig e Anne vorrebbero vivere delle avventure, ma Hop Pop glielo proibisce. Di conseguenza, tutte le loro richieste di fermarsi a visitare dei luoghi d'interesse vengono respinte. Anne e Sprig riescono scoprono delle rovine e ci entrano, trovando un antico computer. Hop Pop li segue e finisce bloccato in una catena di montaggio. I due riescono a distruggere il computer e a fuggire. Anne e Sprig si scusano per aver disobbedito a Hop Pop, mentre Hop Pop ammette di essere stato troppo duro e decide di offrire a tutti un gelato. A loro insaputa, un robot prende vita dalla catena di montaggio e inizia a seguirli.

## La ballata di Hopediah Plantar
- Diretto da: Jenn Strickland
- Scritto da: Michele Cavin

### Trama
Hop Pop non si sente apprezzato da Anne e dai nipoti. La famiglia arriva a Bittyburg, una cittadina in miniatura dove i suoi minuscoli abitanti sono costretti a sottostare allo spietato fuorilegge Judro Hasselback. Hop Pop lo mette in fuga e viene acclamato dalla popolazione, a cui racconta di essere un grande eroe, ma il criminale torna con la sua famiglia, guidata da Mama Hasselback. I Plantar e Anne sono costretti a fuggire, ma poi Hop Pop ha improvvisamente un'illuminazione e decide di tornare in città per salvare i cittadini. Il piano fallisce ma, quando Hop Pop viene ferito, gli abitanti di Bittyburg trovano la forza di reagire agli Hasselback, scacciando i criminali. Dopo aver ringraziato i Plantar, questi ultimi ripartono.

## Anne la cacciatrice
- Diretto da: Kyler Spears
- Scritto da: Jenava Mie

### Trama
I Plantar fanno una sosta in una foresta per raccogliere provviste. Anne si annoia rapidamente nonostante Sprig cerchi di insegnarle le tecniche di caccia della famiglia, tra cui una danza ipnotica. Mentre Anne sta prendendo il cibo, i Plantar vengono catturati da un ibrido tra uno scorpione e un leone. Anne riesce a salvarli sfruttando le tecniche che ha imparato da Sprig.

## Polly e la stazione di servizio
- Diretto da: Joe Johnston
- Scritto da: Gloria Shen

### Trama
Irrequieta a causa del viaggio, Polly infastidisce la famiglia finché quest'ultima non li rimprovera. I Plantar si fermano brevemente in un'area di sosta; Polly si sostituisce con una pietra viola nella speranza di spaventare la famiglia, ma quest'ultima, esausta per il viaggio, non si accorge dello scambio e riparte senza di lei. Credendo che la famiglia l'abbia abbandonata di proposito, Polly si lamenta con un gruppo di camionisti, che la consolano. Salta fuori che la pietra viola è in realtà un uovo di un uccello mostruoso che si mette a inseguire i Plantar, i quali, al contempo, realizzano di aver lasciato Polly indietro. Polly sconfigge l'uccello e si scusa con la famiglia per come si è comportata. Gli altri accettano le scuse e ammettono di comprendere quello che prova, in quanto anche loro soffrono la mancanza di casa.

## Una carovana chiamata desiderio
- Diretto da: Jenn Strickland
- Scritto da: Adam Colás

### Trama
Anne e i Plantar incontrano una compagnia teatrale guidata dalla famosa attrice e drammaturga Renée Frodgers. Desideroso di realizzare il suo sogno di diventare attore, Hop Pop sceglie di rimanere con lei con la sua famiglia. Tuttavia, Hop Pop scopre che la compagnia teatrale rapina banche durante le esibizioni e Renée gli spiega che a nessuno importa dei loro spettacoli e che questo è il loro unico modo per sopravvivere. All'esibizione successiva, Hop Pop smaschera Renée e la fa arrestare. Anne e i Plantar fuggono prima di essere interrogati dalla polizia.

## Valico dei litiganti
- Diretto da: Kyler Spears
- Scritto da: Todd McClintock

### Trama
Giunti a metà strada per Newtopia, Anne e Hop Pop non sopportano più i litigi incessanti tra Sprig e Polly, quindi lasciano i due fratelli al Valico dei litiganti, una strada biforcata che permette ai viandanti di sfogare le proprie frustrazioni. Sprig e Polly finiscono in una grotta dove risiete un proteo bifronte chiamato Lysil e Angwin, che intende divorarli. I fratelli mettono da parte le loro divergenze per ingannare la creatura e fuggire, riunendosi a Hop Pop e Anne. Frattanto, Anne viene tormentata dai consigli di Hop Pop su come trovare un fidanzato.

## Accalappiarospi
- Diretto da: Joe Johnston
- Scritto da: Michele Cavin

### Trama
Dopo il crollo di Torre dei Rospi, Sasha e Grime sono stati abbandonati dall'esercito (eccezion fatta per i soldati Percy e Braddock) e sono diventati latitanti, in quanto sono ricercati da Newtopia per i crimini commessi. Sasha è desiderosa di vendetta nei confronti di Anne e dei Plantar, mentre Grime, disilluso dalla sconfitta, si è impigrito e demotivato. Il gruppo viene trovato dal Generale Yunan, una soldatessa tritone che cerca di catturarli. Grime deduce che a Sasha manchi Anne e Sasha ammette il suo legame con Grime. I due riescono a superare Yunan in astuzia e, rinvigoriti, decidono di conquistare Newtopia.

## Ranocchi e sentimento
- Diretto da: Kyler Spears
- Scritto da: Gloria Shen

### Trama
I Plantar fanno tappa a Ribbitvale, una città molto benestante e borghese. Scoprono che Wally si trova lì ed è il figlio di Wigbert Ribbiton, una delle rane più ricche di Anfibia. Wally non vuole che suo padre scopra la sua doppia vita a Wartwood, ma Anne lo rivela, facendo infuriare il padre. Wally lo sfida a una partita di polo per la sua libertà e vince. Nonostante ciò, vuole che suo padre lo accetti per quello che è, poiché desidera ancora essere associato ai Ribbiton. Padre e figlio si riconciliano quando il genitore rivela di condividere dei tratti strani con lui.

## Il museo delle cere
- Diretto da: Jenn Strickland
- Scritto da: Jenava Mie

### Trama
Anne e i Plantar si fermano a una cittadina, dove gli abitanti sono interessati all'aspetto di Anne. La famiglia si dirige a un bizzarro museo delle cere gestito da una rana chiamata "il Curatore", il quale promette ad Anne un lettore CD se in cambio farà uno spettacolo serale per attirare clientela. Si scopre però che il Curatore intende ricoprire la ragazza di cera per trasformarla in una statua e renderla un'esposizione permanente. I Plantar se ne accorgono e sciolgono la cera delle altre esposizioni del museo, tutte precedenti vittime del Curatore che lo assalgono per vendicarsi. Anne si scusa con la famiglia per la sua imprudenza, mentre Sprig rivela di aver rubato per lei il lettore CD.
- Nota: L'episodio è un omaggio a Gravity Falls. Il Curatore è una parodia di Stan Pines e fa un cameo una versione rana di Soos. Il Curatore è doppiato in originale da Alex Hirsch, creatore della serie e voce di Pines.[3]

## Marcy alle porte
- Diretto da: Joe Johnston e Jenn Strickland
- Scritto da: Adam Colás e Matt Braly

### Trama
La famiglia giunge a Newtopia, ma scopre che l'ingresso agli stranieri è vietato a causa di alcune formiche aggressive situate fuori dalle porte. Il gruppo incontra una figura incappucciata che si rivela essere Marcy, l'altra amica umana di Anne. Decidono di fare squadra per sconfiggere le formiche, sebbene Anne voglia proteggere Marcy come faceva sulla Terra, essendo l'amica sempre stata piuttosto goffa. Sprig è sospettoso nei confronti di Marcy a causa del precedente incontro con Sasha, ma Marcy dissipa i suoi sospetti quando lo salva dalle formiche, dimostrando di essersi ben adattata ad Anfibia. Il gruppo riesce a entrare a Newtopia e Anne racconta a Marcy del tradimento di Sasha. Le due ragazze promettono di trovare una via di casa, ignare di essere osservate dal re di Anfibia, che afferma di avere un piano segreto per loro.

## Caccia al tesoro
- Diretto da: Kyler Spears
- Scritto da: Todd McClintock

### Trama
Marcy intercetta un "puzzlegram", un telegramma composto da enigmi del re. Anne cerca di dimostrare a Sprig di essere intelligente risolvendoli, ma Marcy li riesce a comprendere maggiormente, mentre Anne aiuta l'amica a stringere amicizia con vari cittadini in tutta Newtopia. Le azioni di Anne mettono il gruppo nei guai, ma vengono salvati dalle persone che Anne ha aiutato. Anne ammette di essere gelosa dell'intelligenza di Marcy, mentre Marcy afferma a sua volta di invidiare le capacità sociali di Anne e le due fanno pace. Anne risolve l'ultimo indizio per il puzzlegram, che rivela che il messaggio dà loro il permesso di essere ricevuti dal re.

## Il Check In dei Plantar
- Diretto da: Joe Johnston
- Scritto da: Michele Cavin

### Trama
Il gruppo viene accolto da re Andrias, il giovale sovrano, che accetta di aiutare Anne e Marcy a tornare a casa quando avranno più informazioni. Consegna ai Plantar una carta di credito illimitata e li fa alloggiare in un lussuoso hotel. Anne, Hop Pop e Polly si rilassano nella loro stanza, mentre Sprig decide di avventurarsi per l'albergo. Si scontra con una facchina di nome Bella, che cerca di rubargli la carta per pagarsi i debiti; una volta recuperata la carta, Sprig si impietosisce e impedisce che Bella venga licenziata, oltre che farle ottenere un aumento. Sprig torna esausto in stanza, laddove ora sono i suoi famigliari a voler uscire.

## Perdersi a Newtopia
- Diretto da: Jenn Strickland
- Scritto da: Jenava Mie

### Trama
La famiglia fa un giro per Newtopia a bordo di un autobus turistico; Hop Pop rifiuta di far scendere i nipoti dal veicolo, ammanettando Sprig a sé in modo che non possa scappare. Approfittando della fiducia che Hop Pop nutre nei loro confronti, Anne e Polly riescono ad andarsene con una scusa e si mettono a girare per Newtopia, ma combinano guai ovunque vadano. Vengono inseguite da una folla inferocita, ma riescono a tornare sul bus. Nel frattempo, Marcy e Re Andrias fanno ricerche su come far tornare a casa le ragazze e scoprono una biblioteca segreta.

## Una lezione per Sprig
- Diretto da: Kyler Spears
- Scritto da: Gloria Shen

### Trama
La famiglia visita l'Università di Newtopia. Nel campus, Sprig dà prova di un intelletto superiore per la sua età, quindi gli viene offerto un posto gratuito all'accademia e lo accetta con riluttanza su insistenza di Hop Pop, che vuole che i nipoti abbiano un futuro migliore di quello che lui possa dare loro. Sprig viene sopraffatto dagli studi, mentre Hop Pop senta la sua mancanza; frattanto, Anne e Polly cercano di infiltrarsi al campus per partecipare a una festa universitaria. Dopo un tentativo di fuga da parte di Sprig, che si imbatte in Hop Pop mentre tenta di salvarlo, viene informato che può andarsene quando vuole, quindi Sprig decide che probabilmente tornerà all'università quando sarà più grande.

## Il mistero della salsa
- Diretto da: Joe Johnston
- Scritto da: Adam Colás

### Trama
Mentre Anne, Sprig e Polly sono in coda per entrare a una sala giochi, Hop Pop va a trovare il suo vecchio amico Sal, che gestisce una paninoteca. Trova il suo locale apparentemente saccheggiato, quindi decide di investigare atteggiandosi come il protagonista di un film noir. Hop Pop si convince che qualcuno abbia rubato la famosa salsa di Sal e che ora la stia rivendendo. Rintraccia la fonte della salsa in una fabbrica e scopre che è Sal stesso il rivenditore. Sal spiega che la vendita dei panini non stava andando bene, quindi ha serializzato la produzione della salsa e incita Hop Pop ad accettare il cambiamento. Lui torna dai ragazzi, che non sono riusciti a entrare nella sala giochi.

## Il centro commerciale
- Diretto da: Jenn Strickland
- Scritto da: Todd McClintock

### Trama
La famiglia si dirige a un centro commerciale di Newtopia e Anne decide di comprare un souvenir per la madre. Si interessa a una teiera a forma di farfalla, ma si contende l'oggetto con l'imponente tritona Priscilla, accompagnata dalla figlia Pearl. Le due si trovano a gareggiare in una gara di carrelli per ottenere la teiera; Anne e Sprig vincono la competizione, ma Anne decide di regalare comunque la teiera a Priscilla, avendo scoperto che ha per lei un valore affettivo, essendo stato realizzato da sua madre Penny. Quella notte, Anne e Sprig si consolano a vicenda quando Anne esprime nostalgia per la propria madre e Sprig ammette di non ricordare la sua, essendo morta quando lui era piccolo.

## Pigiama party
- Diretto da: Kyler Spears
- Scritto da: Michele Cavin

### Trama
Marcy invita Anne, Sprig e Polly a dormire al castello e Lady Olivia, la consigliera reale, intima loro di non andare in cantina. Seguendo un gioco che Anne, Marcy e Sasha facevano sulla Terra durante i pigiama party, i ragazzi compiono diverse sfide di coraggio per evitare che il loro nome venga inserito nel Libro dei Perdenti, sul quale Anne e Marcy hanno dovuto inserire più volte il loro nome in passato. Finiscono per entrare in cantina, dove si imbattono in strane creature eteree. Usano gli specchi per allontanare i fantasmi e rimangono svegli per tutta la notte. Il giorno dopo, i quattro decidono di inserire i loro nomi nel Libro dei Perdenti e Anne e Marcy accettano di fare ammenda con Sasha, prima di essere convocate da re Andrias.

## Giornata all'acquario
- Diretto da: Joe Johnston
- Scritto da: Gloria Shen

### Trama
Andrias informa il gruppo che le gemme della Calamity Box devono essere ricaricate magicamente per permettere ad Anne e Marcy di tornare a casa. Marcy consiglia ad Anne di rimanere a Newtopia finché non avrà recuperato le gemme, sebbene i Plantar debbano tonare a Wartwood. Anne e i Plantar, addolorati per l'imminente addio, decidono di passare la giornata all'acquario, ma continuano a soffrire nell'imbattersi in oggetti che ricordano le avventure vissute insieme. Dopo un incidente con una razza, sembrano accettare il fatto che dovranno salutarsi e si separano. Accorgendosi di come Anne voglia rimanere con i Plantar, Marcy le propone di rimanere con loro finché non ricaricherà le gemme e lei accetta, ricongiungendosi felicemente con loro. Andrias offre a Marcy una proposta. 

## Guidatori notturni
- Diretto da: Jenn Strickland
- Scritto da: Jenava Mie

### Trama
Volendo tornare a casa più velocemente, andando contro il volere di Hop Pop, Sprig e Polly decidono di guidare di nascosto il carro di notte, mentre il nonno e Anne dormono. I fratelli sono inquietati da un terrificante autostoppista che continua a materializzarsi nonostante cerchino di evitarlo e riesce a salire sul carro. Con il sorgere del sole, l'autostoppista scompare e Sprig e Polly vedono una statua che lo raffigura, scoprendo che si tratta del fantasma della guida Zechariah Nettles. Anne e Hop Pop si svegliano e si arrabbiano con i fratelli, ma decidono poi di lasciarli dormire e di guidare per il resto del tragitto.

## Ritorno a Wartwood
- Diretto da: Kyler Spears
- Scritto da: Adam Colás

### Trama
Anne e i Plantar tornano a Wartwood e vengono accolti calorosamente, ma Hop Pop e Polly si rendono conto di aver dimenticato di portare i regali che avevano promesso ai cittadini e convincono Anne e Sprig a fingere un attacco evocando un Chicka-lisk per bruciare dei regali falsi. Lo stratagemma funziona, ma la creatura sfugge dal loro controllo e Anne e i Plantar devono allerarsi con il resto di Wartwood per sconfiggerlo. Anne convince i Plantar a confessare tutto e vengono perdonati dai cittadini. Ivy chiede a Sprig di uscire.

## La chiusa!
- Diretto da: Joe Johnston & Jenn Strickland
- Scritto da: Todd McClintock & Michele Cavin

### Trama
Durante la luna blu, i Plantar e Anne si chiudono in casa a causa di una leggenda per la quale, se esposti alla luce lunare, i cittadini di Anfibia si trasformerebbero in creature mostruose. Per passare il tempo, si mettono a raccontare storie di paura.
- La storia di Anne parla di una ragazza di nome Anna che scopre un video di un tenero gattino che, se guardato, intrappola le persone nella dimensione del video. Dopo che i suoi amici sono caduti vittime del maleficio, anche lei lo visiona e il gattino esce dallo schermo sotto forma di un mostruoso demone per catturarla. Anna lo sconfigge scoprendo che il mostro si indebolisce se sottoposto a commenti negativi e riesce a salvare i suoi amici. A loro insaputa, la creatura si è riprodotta con delle uova.
- Hop Pop racconta un presunto resoconto della sua giovinezza, quando lavorava come conducente di carrozza. Dà un passaggio a un losco individuo che scopre essere la personificazione della morte: chiede di fermarsi in varie abitazioni per reclamare delle vite e l'ultima casa è quella di Hop Pop stesso. Invece di prendere la vita di Hop Pop, reclama i suoi folti capelli, lasciandolo calvo.
- Nella storia di Sprig, lui e Ivy stanno giocando a palla, quando la perdono in una vecchia casa, appartenente a un presunto mostro che indossa la pelle dei malcapitati che riesce a catturare. Sprig strappa la maschera della creatura e scopre che è una rana di vetro, che usa un telo di pelle per coprirsi. I due ragazzi lo sconfiggono e si danno alla fuga.

Polly cerca inutilmente di raccontare una storia spaventosa, ma le manca l'ispirazione. Dopo che Sprig e Ivy hanno fatto uno scherzo alla famiglia, Polly si espone alla luce lunare ma apparentemente non succede nulla. Rasserenati, i Plantar rientrano e Polly si trasforma in una sorta di lupo mannaro.
- Nota: L'episodio è uno speciale di Halloween che, pur inserendosi nella storia, non va considerato lineare alla continuity della stagione.[4]

## Ivy in fuga
- Diretto da: Joe Johnston
- Scritto da: Gloria Shen

### Trama
Ivy vorrebbe uscire con Sprig, ma sua madre Felicia la costringe a eseguire diversi compiti domestici in modo impeccabile. Ivy decide di scappare di casa per sfuggire all'autorevolezza di sua madre e viene seguita da Sprig, che vorrebbe dissuaderla. Si imbattono in Anne e Polly, che si stanno allenando nel Muay Thai. Felicia rintraccia Ivy e accetta di interrompere le sue lezioni se riuscirà a sconfiggerla in combattimento. Felicia dimostra doti nascoste nel combattimento e rivela alla figlia che gli esercizi domestici servono come allenamento per prepararla a quando la porterà all'avventura con lei. Resasi conto di aver sottovalutato la madre, Ivy si riconcilia con lei.

## Dopo la pioggia
- Diretto da: Kyler Spears
- Scritto da: Jenava Mie

### Trama
Anne e i Plantar ricevono un messaggio da Marcy che li informa del suo arrivo imminente. Hop Pop va a recuperare la Calamity Box, ma lo scrigno è scomparso dal suo nascondiglio e viene sorpreso da Anne, la quale scopre che ha cercato di nasconderla. Sconvolta, la ragazza scappa via inseguita da Hop Pop. Sprig e Polly cercano la Calamity Box e scoprono che è stata rubata da delle Gazze Scarabee per un rito di accoppiamento. Nel tentativo di recuperarla, i fratelli si mettono in pericolo e Anne e Hop Pop mettono da parte le loro divergenze per salvarli. Hop Pop ammette la sua responsabilità, spiegando di aver avuto paura che la Calamity Box potesse mettere in pericolo Sprig e Polly e che si è sempre occupato di proteggerli da quando non è riuscito a salvare i loro genitori. Anne lo perdona e i Plantar promettono di aiutarla a tornare a casa.

## Il primo tempio
- Diretto da: Jenn Strickland e Kyler Spears
- Scritto da: Adam Colás e Todd McClintock

### Trama
Marcy, Anne e i Plantar si dirigono al primo tempio per caricare la prima gemma della Calamity Box; devono superare una serie di prove, composte da enigmi e giochi. A causa del suo entusiasmo per le prove, Marcy continua a distrarsi e a ignorare il pericolo in cui si trovano gli altri. Frattanto, Anne continua a comportarsi con distacco con Hop Pop a causa del suo tradimento e ciò sfocia in un litigio tra i due. Nell'ultimo ostacolo da superare, Marcy deve manovrare una sorta di scacchi tridimensionale in cui Anne e i Plantar interpretano dei pezzi; Anne fa capire a Hop Pop che le ci vorrà del tempo per riprendersi a fidare di lui e Marcy, riconoscendo che la vittoria non vale il rischio di far del male agli amici, si arrende. Ciò si rivela essere la vera prova da superare, quindi il gruppo riesce a ricaricare la gemma verde. A Newtopia, Andrias rivela il successo dell'impresa al suo misterioso padrone.

## Nuova Wartwood
- Diretto da: Joe Johnston
- Scritto da: Michele Cavin

### Trama
Marcy scopre di non piacere agli abitanti di Wartwood; nonostante Anne le consigli di dare tempo ai cittadini per abituarsi a lei, Marcy decide di aiutare gli abitanti in vari lavori. Il sindaco propone alcune idee per migliorare la città e si fa aiutare da Marcy, ma rischiano di far sprofondare Wartwood nella palude su cui è costruita. Marcy salva la situazione e, nonostante venga rimproverata dagli abitanti, riconoscono che la sua sconsideratezza è la medesima di Anne al suo arrivo. Marcy ottiene l'approvazione della città ricostruendo Wartwood com'era prima.

## Amico o Ranobot?
- Diretto da: Jenn Strickland
- Scritto da: Jenava Mie

### Trama
Polly, annoiata dalla sua solitudine, incontra il robot che li ha seguiti dalle rovine. Lo chiama Ranobot e decide di prenderlo sotto la sua custodia, insegnandogli a fare scherzi. La situazione sfugge di mano e i cittadini lo attaccano; credendo che Polly sia in pericolo, Ranobot reagisce violentemente, finché Polly non calma la situazione e si assume la responsabilità per le azioni di Ranobot, promettendo di occuparsene meglio. 

## Rospovia per la redenzione
- Diretto da: Kyler Spears
- Scritto da: Gloria Shen

### Trama
Il sindaco Toadstool inizia ad apprezzare l'aiuto degli abitanti di Wartwood, ma l'emissaria di Newtopia, Jacinda, gli offre di guidare Torre dei Rospi Sud, minacciando di incarcerarlo se si dovesse rifiutare. Con l'aiuto di Anne e dei Plantar, cerca di apparire incompetente, ma invano. Bog e il resto degli ex soldati di Grime, ora diventati briganti, attaccano Wartwood, ma Toadstool difende la città e salva la situazione. Jacinda reputa Toadstool "troppo debole" e decide di nominare Bog nuovo leader di Torre dei Rospi, mentre a Toadstool gli viene permesso di rimanere a Wartwood.

## Maddie e Marcy
- Diretto da: Joe Johnston
- Scritto da: Adam Colás

### Trama
Mentre cerca di perfezionare un incantesimo, Maddie viene disturbata dalle sue sorelle minori, Rosemary, Lavender e Ginger, che vogliono giocare con lei. Fa amicizia con Marcy, che vuole aiutarla a completare l'incantesimo; le sorelle si ingelosiscono e decidono di crescere magicamente affinché Maddie riprenda a passare del tempo con loro. L'incantesimo non va come previsto e fa aumentare a dismisura di dimensioni le gemelle. Maddie riconosce che non avrebbe dovuto trascurare le sorelle e, con l'aiuto di Marcy, le rimpicciolisce, promettendo loro di essere una sorella migliore.

## Il secondo tempio
- Diretto da: Jenn Strickland
- Scritto da: Todd McClintock

### Trama
Anne, Marcy e i Plantar giungono in una tundra ghiacciata per andare nel secondo tempio e incontrano Valeriana, che si offre di aiutarli a raggiungerlo. Tuttavia, continua a sminuire Anne per il suo altruismo eccessivo; quando la ragazza ribatte, Valeriana la porta sulla guglia della montagna e le rinfaccia le malefatte commesse. Quando Anne dà ulteriore prova del suo altruismo, Valeriana le rivela che le provocazioni facevano parte di una prova che lei ha superato, permettendole quindi di ricaricare la gemma blu della Calamity Box. Anne se ne va prima che la gemma sia ricaricata completamente, in quanto pensa erroneamente che i suoi amici siano in pericolo; questo porta a un malfunzionamento della gemma.

## Il Martello da guerra di Barrel
- Diretto da: Kyler Spears
- Scritto da: Michele Cavin

### Trama
Sasha, Grime, Percy e Braddock vengono ricevuti dal consiglio dei Rospi per proporre la loro idea di conquistare Newtopia e Anfibia. Tutti sono favorevoli, ma non vogliono che sia Grime al comando; per convincerli, Sasha accetta la sfida di dimostrare il proprio valore impossessandosi del Martello da Guerra di Barrel, un antico manufatto andato perduto; ammette successivamente di voler dimostrare il proprio valore senza Anne e Marcy. Nonostante riescano nell'impresa, per farlo Sasha mette in pericolo le vite di Percy e Braddock, i quali abbandonano i due. I rospi accettano di mandare avanti la conquista del regno con a capo Grime e Sasha.

## Bessie e MicroAngelo
- Diretto da: Joe Johnston
- Scritto da: Jenava Mie

### Trama
Mentre Anne, Marcy e i Plantar si preparano a partire per l'ultimo tempio, Bessie viene incaricata di prendersi cura di MicroAngelo, la piccola lumaca di Polly. Nel frattempo, Marcy assume un esperto di moda di Newtopia di nome Bernardo per trovare l'armatura perfetta per Anne. Dopo una serie di imprevisti, Bessie viene accusata da Hop Pop di essere un'irresponsabile per non riuscire a impedire a MicroAngelo di mettersi nei guai, ma lei dimostra il contrario salvando MicroAngelo e i Plantar. Anne alla fine opta per un'armatura "minimalista", affermando di essere felice di riconoscere sé stessa per la maturazione che ha subito dal suo arrivo ad Anfibia.

## Il terzo tempio
- Diretto da: Jenn Strickland
- Scritto da: Gloria Shen

### Trama
Anne, Marcy e i Plantar arrivano al terzo tempio situato all'interno di un vulcano. Entrando, incontrano Sasha e Grime, che affermano di essere cambiati e di volerli aiutare. Anne continua a dubitare delle motivazioni di Sasha finché non raggiungono l'ultima stanza, dove devono affrontare un mostro di pietra. Anne ammette che a metterla in crisi è la nuova prospettiva che ha acquisito di tutta la loro amicizia, ma incoraggia Sasha a sconfiggere la creatura, così da caricare la gemma rosa sulla Calamity Box. Dopo essere usciti dal tempio, Grime ricorda a Sasha il loro vero piano, sebbene lei inizi a nutrire dei dubbi.

## La cena
- Diretto da: Kyler Spears
- Scritto da: Adam Colás

### Trama
In attesa di essere richiamati a Newtopia, Anne, Marcy e i Plantar invitano Sasha e Grime a cena per seppellire l'ascia di guerra. La situazione si fa tesa a causa dei conflitti passati e Sasha accusa Anne e Marcy di aver cercato di cambiarla. Per l'occasione, Grime porta una speciale torta dei rospi che si trasforma in una trappola mortale prima di essere mangiata, costringendo le ragazze a collaborare per salvare gli altri. Anne dice a Sasha che, pur sapendo quanto dev'essere difficile per lei cambiare, deve accettare che lei e Marcy non sono più le stesse di prima, e Sasha si scusa.

## La Battaglia delle band
- Diretto da: Joe Johnston
- Scritto da: Todd McClintock

### Trama
Per integrare Sasha e Marcy a Wartwood, Toadstool organizza una gara musicale. Le ragazze vorrebbero riformare la loro band, ma Sasha cerca di imporsi sulle amiche quando Anne propone una nuova canzone e decide di allearsi con Toadie. Quest'ultimo le fa realizzare che è estenuante avere sempre il controllo e che deve supportare le sue amiche. Alla gara, Sasha si unisce ad Anne e Marcy nella loro nuova canzone, sebbene il vincitore risulta essere Grime, che esegue un assolo con l'arpa. Sembra sia giunto il momento della partenza delle ragazze, pertanto Anne saluta i cittadini di Wartwood e si scatta una foto di gruppo con loro.

## La vera natura
- Diretto da: Jenn Strickland e Kyler Spears
- Scritto da: Michele Cavin & Jenava Mie

### Trama
Il giorno del tredicesimo compleanno di Anne, Marcy sta studiando in biblioteca quando trova per caso un libro su cui legge della Calamity Box, che avrebbe la proprietà di teletrasportare le persone in altri mondi. Tornata a casa, riceve dai genitori una notizia che la sconvolge e che la spinge a scappare in lacrime; in un negozio dell'usato vede la Calamity Box, quindi scrive a Sasha per suggerirle di rubare il manufatto come regalo di compleanno di Anne.
Nel presente, Anne, Sasha, Marcy, Grime, Ranobot e i Plantar arrivano a Newtopia per consegnare la Calamity Box a Re Andrias e far tornare a casa le ragazze. Prima che ciò possa avvenire, Sasha e Grime si impossessano dell'oggetto e danno il via alla conquista della città da parte dei rospi, facendo prigionieri Re Andrias e gli altri dopo che Sasha non è riuscita a rimandare a casa Anne e Marcy. Il gruppo viene salvato dal Generale Yunan, dopodiché si organizza per salvare Andrias e combattere i rospi. Frattanto, Sasha si sente in colpa per aver tradito nuovamente le amiche e lei e Grime scoprono un murales nascosto che vede Andrias causare caos e distruzione con la Calamity Box. Sasha cerca di avvertire Anne, ma non viene creduta; dopo uno scontro, Sasha e i rospi vengono arrestati e la ribellione viene sedata. 
Andrias prende possesso della Calamity Box e rivela al gruppo che il suo intento è sempre stato quello di ottenere il manufatto, che venne rubato anni addietro, per riportare Anfibia alla sua antica gloria, usando l'oggetto come mezzo per conquistare altri mondi. La Calamity Box riattiva l'esercito i robot di Andrias e fa levitare il suo castello. Viene rivelato che Marcy conosceva il potere della Calamity Box e che ha fatto sì che lei e le sue amiche venissero teletrasportate in un altro mondo per rimanere sempre insieme, dopo aver appreso dai genitori che si sarebbero dovuti trasferire. Nonostante lo sconvolgimento per la scoperta, il gruppo fa squadra con Yunan e Olivia e cerca di combattere Andrias; nel combattimento, Ranobot viene distrutto e a Polly crescono le gambe. Andrias getta Sprig dalla finestra e, credendo che sia morto, per il dolore Anne attiva i poteri della gemma blu che ha assorbito involontariamente; con essi riesce a tenere testa ad Andrias e al suo esercito, ma non riesce ancora a controllarli, quindi Andias decide di ucciderla per impedirle di intralciarlo. Marcy salva Sprig e usa la Calamity Box per aprire un portale con cui far scappare Anne e i Plantar, che portano con loro la testa di Ranobot. Andrias trafigge Marcy al petto con la sua spada di fuoco e il portale si chiude, riportando Anne e i Plantar sulla Terra.
- Nota: La messa in onda dell'episodio è stata travagliata a causa di preoccupazioni per la scena del ferimento di Marcy, ritenuta troppo disturbante e violenta per il pubblico più giovane.[5] Per evitare censure, si è accordato di inserire un'avvertenza a inizio puntata e una scena post-credit che presenta la sequenza di apertura della terza stagione, nella quale viene rivelato il destino di Marcy.
- Nota: Nel libro su cui Marcy legge della Calamity Box, ci sono delle illustrazioni di Bill Chiper di Gravity Falls e di Goliath di Gargoyles; quest'ultimo è doppiato in originale da Keith David, voce originale di Re Andrias.
- Nota: L'episodio ha ricevuto il plauso di critica e pubblico, ed è considerato uno dei migliori, se non il migliore, della serie.[6]